# Roman Kienast

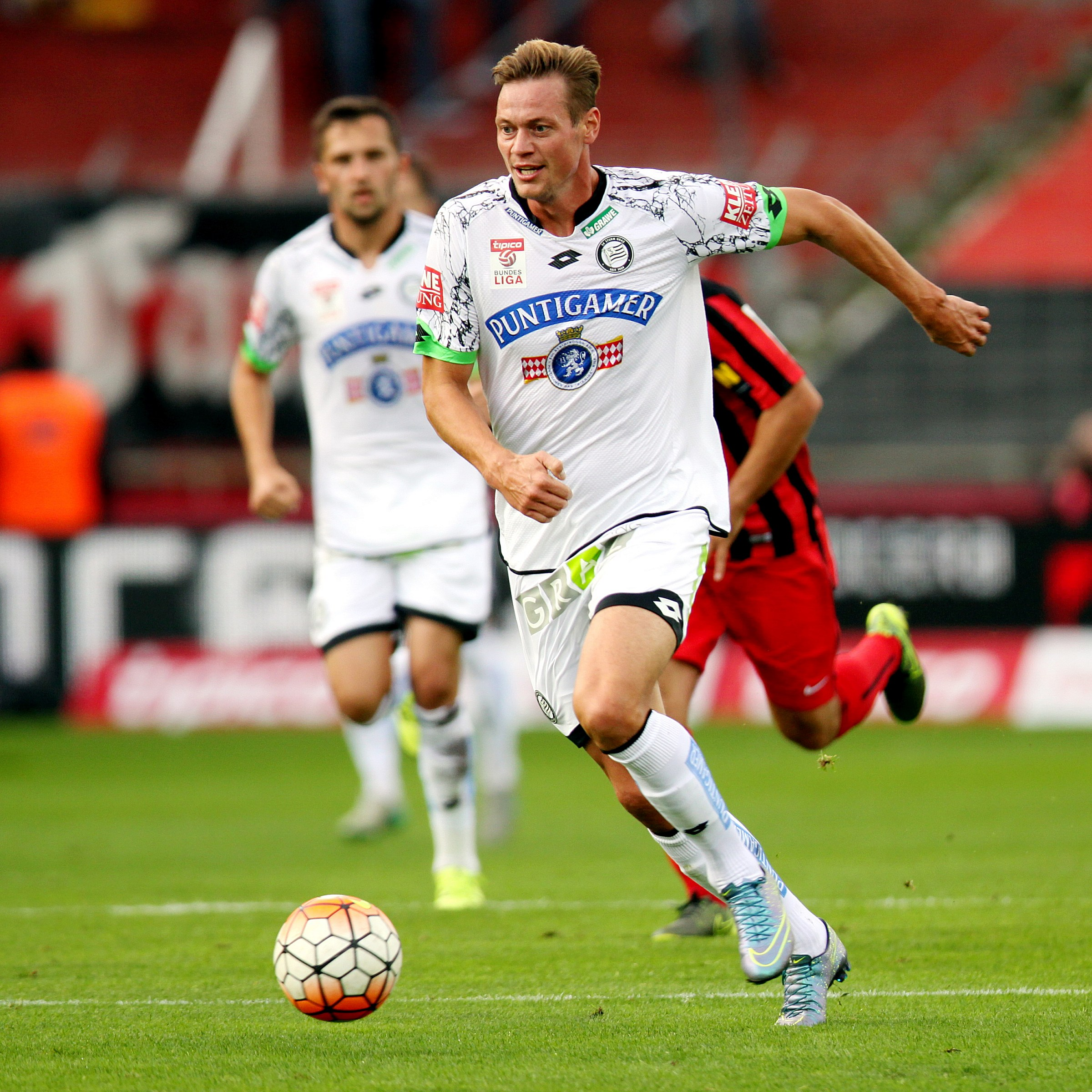
Roman Kienast im Dress des SK Sturm Graz (2015)

Roman Kienast (* 29. März 1984 in Salzburg) ist ein ehemaliger österreichischer Fußballspieler auf der Position eines Stürmers und heutiger -trainer.

## Vereinskarriere

### Anfänge bei Rapid Wien
In seiner Jugend spielte der in Salzburg geborene Wiener (sein Vater spielte damals von 1983 bis 1985 beim SV Austria Salzburg) beim ASV Vösendorf, wo er mit 14 Jahren von Rapid als Talent entdeckt wurde. Bereits sein Vater Wolfgang Kienast und sein Onkel Reinhard Kienast spielten für Rapid, Roman selbst zunächst beim Nachwuchs und später bei den Amateuren.
Im Jahre 2002 debütierte er schließlich in der Kampfmannschaft von Rapid. In den nächsten zwei Saisonen hatte Roman Kienast insgesamt 24 Einsätze in der österreichischen Bundesliga, dabei blieb er jedoch ohne Torerfolg. Der kopfballstarke Stürmer hatte in dieser Zeit auch mehrere Einsätze in der U-19 und U-21-Nationalmannschaft von Österreich. Sein größter Erfolg war hierbei der 3. Platz bei der U-19-Europameisterschaft 2003, wo er beim 4:1 in der Gruppenphase gegen Tschechien zwei Tore schoss.
Im Jahre 2004 wurde Kienast an den Zweitligisten SCR Altach verliehen. Nachdem er in sechs Spielen für Altach vier Tore erzielt hatte, kehrte er nach nur zwei Monaten nach Wien zurück. In der verbleibenden Meisterschaftssaison 2004/2005 hatte Kienast 21 Einsätze und erzielte seine ersten Treffer für Rapid. Schließlich wurde er mit der Mannschaft in diesem Jahr Meister und qualifizierte sich für die UEFA Champions League.

### Wechsel ins Ausland
Im März 2006 wechselte Roman Kienast zum norwegischen Verein Ham-Kam. Nach dem zwischenzeitlichen Abstieg gelang ihm mit seinem Verein zum Jahresende 2007 die Rückkehr in die erstklassige Tippeligaen. Er selbst erzielte dabei 14 Ligatore.
Am 30. Juli 2008 wurde Kienast vom schwedischen Erstligisten Helsingborgs IF für vier Monate leihweise verpflichtet, wo er den zu Al-Nasr abgewanderten Razak Omotoyossi ersetzen sollte. Nach nur zwölf Spielen lief der Leihvertrag ab und Kienast kehrte – inklusive eines Probetraining-Intermezzos beim englischen Zweitligisten Plymouth Argyle – nach Norwegen zurück und spielt dort, nach dem Abstieg des Vereins, bis zu seinem Vertragsende 2009 in der zweithöchsten norwegischen Spielklasse.

### Rückkehr & Erfolge in Österreich
Am 19. Jänner 2010 wechselte Roman Kienast zurück nach Österreich, wo er beim Bundesligisten SK Sturm Graz einen Vertrag bis Sommer 2010, mit Option auf zweijährige Verlängerung, unterschrieb. Diese Option wurde am 6. April 2010 gezogen. Kienasts Vertrag mit Sturm Graz galt daher bis 2012.
In der Saison 2010/2011 erzielte er in der Meisterschaft 19 Treffer und hatte damit maßgeblichen Anteil am Gewinn der Meisterschaft. Im Herbst 2011 setzte ihn ein Mittelfußbruch 1,5 Monate außer Gefecht, wodurch er in der Meisterschaft nur zu 13 Einsätzen kam, in denen er insgesamt 6 Tore erzielte. Am 30. Jänner 2012 gab Sturm Graz den sofortigen Wechsel von Kienast zur Wiener Austria bekannt. Über die Ablösesumme wurde Stillschweigen vereinbart. In der Saison 2013/2014 gelang ihm als Ersatzspieler das entscheidende Tor für den Einzug in die Gruppenphase der Champions League, in der er beim 1:1 gegen den FC Porto den ersten Treffer für Austria Wien in der Champions-League-Geschichte erzielte.
Im Jänner 2015 kehrte Roman Kienast wieder zum SK Sturm Graz zurück. Er unterschrieb einen Vertrag bis 2017. Nach der Saison 2016/17 verließ er Sturm. Im September 2017 wechselte er zum Schweizer Zweitligisten FC Wil, bei dem er einen bis Dezember 2017 gültigen Vertrag erhielt.

### Karriereende im unterklassigen Fußball
Nach Vertragsende verließ er Wil wieder. Im Februar 2018 kehrte er nach Österreich zurück, wo er sich dem Zweitligisten SC Wiener Neustadt anschloss. Nach dem Zwangsabstieg von Wiener Neustadt wechselte er zur Saison 2019/20 zum Regionalligisten SV Stripfing. Seine Karriere ließ er schließlich bei den unterklassigen Amateurmannschaften SC Lockenhaus-Rattersdorf im Burgenland und der DSG Milord BLANCO-trainCo in Wien ausklingen. Seinen Spielerpass hinterlegte er im Sommer 2022 beim SC Lockenhaus, ohne jedoch für den Verein zum Einsatz zu kommen.

## Nationalmannschaft
Sein Debüt in der A-Nationalmannschaft gab er am 13. Oktober 2007 gegen die Schweiz. Sein einziges Tor erzielte er am 27. Mai 2008 beim 1:1 gegen Nigeria. Kienast stand auch im Kader Österreichs für die Europameisterschaft 2008 in Österreich und der Schweiz, bei der er in allen drei Gruppenspielen zum Einsatz kam. Gegen Kroatien wurde er in der 74., gegen Polen in der 64. Spielminute eingewechselt. Gegen Deutschland wurde Kienast in der 67. Minute eingetauscht. Im Juni 2011 absolvierte er beim 3:1-Sieg im Freundschaftsspiel gegen Lettland sein letztes Länderspiel.

## Trainer
Bei seinem Wechsel zum SV Stripfing zur Saison 2019/20 übernahm Kienast, der in der Saison 2017/18 in den Besitz der UEFA-B-Trainerlizenz gekommen war, auch die Rolle des Co-Trainers, schied aber am Ende der Saison sowohl als Spieler, als auch als Trainer wieder aus dem Verein. Nach seinem Karriereende übernahm er als Trainer die U-18-Mannschaft des First Vienna FC. Nebenbei trainierte er von Ende März 2022 bis zur Winterpause 2022/23 auch die zweite Mannschaft der Vienna und konzentrierte sich danach wieder weiterhin auf seine Tätigkeit als U-18-Trainer, die er bis Ende März 2024 ausübte. Danach wurde er Co-Trainer von Mehmet Sütcü, der im März 2024 die Profimannschaft der Vienna übernommen hatte.

## Erfolge
- 3 × Österreichischer Meister: 2005 (Rapid Wien), 2011 (Sturm Graz), 2013 (Austria Wien)
- 1 × Österreichischer Cup-Sieger 2010 (Sturm Graz)
- 1 × Norwegischer Zweitligameister: 2007
- Teilnahme U-19-Europameisterschaft 2003: 3. Platz
- 11 Spiele für die österreichische Nationalmannschaft seit 2007
- 1 × Champions League Gruppenphase 2013/14 (Austria Wien)

## Familie
Seine Cousine Julia Kienast, Tochter seines Onkels Reinhard, arbeitet als Sportjournalistin und Moderatorin. Über ORF und Puls 4 kam sie zu ServusTV und ist dort seit spätestens 2020 beschäftigt.